# Hugo Väli
Hugo Väli (* 19. Juni 1902 in Tallinn, Gouvernement Estland; † 30. November 1943 im Kriegsgefangenenlager Swerdlowsk, Sowjetunion) war ein estnischer Fußballspieler. Mit der Estnischen Fußballnationalmannschaft nahm er an den Olympischen Sommerspielen 1924 in Paris teil.

## Karriere
Hugo Väli begann seine fußballerische Karriere im Alter von 16 Jahren beim JK Tallinna Kalev, mit dem er 1923 die Estnische Meisterschaft gewinnen konnte. Später sollte er noch für den Tallinna Jalgpalliklubi aktiv sein, wohin er 1925 gewechselt war.
Im September 1923 debütierte Hugo Väli in der Estnischen Nationalmannschaft gegen die  Sowjetunion. Im folgenden Jahr nahm er mit der Auswahl Estlands an den Olympischen Sommerspielen in Paris teil. In seinem sechsten Länderspiel konnte der im Mittelfeld zum Einsatz kommende Väli den ersten und einzigen Treffer im Nationaltrikot erzielen. Im Spiel gegen Schweden, das in Stockholm stattfand, traf er bei der 2:5-Niederlage zum zwischenzeitlichen 2:2-Ausgleich.
Das letzte von insgesamt 12 Länderspielen, bei denen er insgesamt 1 Tor erzielte, absolvierte er im August 1925 gegen Lettland in Tallinn.

## Spätere Jahre
Im Jahr 1928 beendete Väli vermutlich seine Fußballerkarriere. Er konzentrierte sich fortan auf seinen Beruf als Elektriker bei der estnischen Eisenbahn. Nach der sowjetischen Besetzung Estlands im Zweiten Weltkrieg wurde Väli, wie viele andere Esten auch, zwischen 1940 und 1941 im stalinistischen Gulag-System deportiert. Er starb im Alter von 41 Jahren im Gefangenenlager Swerdlowsk.

## Erfolge
- Estnischer Meister: 1923, 1928